# رافاييل فرنسيسكو مونيوث غونزاليس
رافاييل فرنسيسكو مونيوث غونزاليس (بالإسبانية: Rafael Francisco Muñoz González)‏ (21 مارس 1966 في إسبانيا - ) هو مدرب كرة قدم ولاعب كرة قدم إسباني في مركز الوسط. لعب مع سيوداد دي مورسيا ونادي إيركوليس ونادي مالقا وسي دي مالقا وLorca Deportiva CF ‏ وBenidorm CF ‏ وEl Palo FC ‏ وCartagena FC ‏.

## وصلات خارجية
- رافاييل فرنسيسكو مونيوث غونزاليس على موقع قاعدة بيانات كرة القدم.إي يو (الإنجليزية)